# 赫伯森冰川
赫伯森冰川（英語：Herbertson Glacier），是南極洲的冰川，位於維多利亞地的斯科特海岸，處於巴特角西南面10公里，由英國的探險隊命名，現時由南極條約體系管理。